# Змейка (Хабаровский край)
Зме́йка — посёлок в районе имени Лазо Хабаровского края России. Входит в состав Ситинского сельского поселения.

## География
Посёлок Змейка стоит на одноимённой реке (бассейн реки Обор).
Дорога к посёлку Змейка идёт на юг от села Шаповаловка (расположено на автомобильной дороге Владимировка — Сукпай).
Расстояние до автотрассы «Уссури» (в селе Владимировка) около 40 км.
Расстояние до административного центра сельского поселения посёлка Сита около 20 км.
Расстояние до автотрассы «Восток» около 13 км.
Расстояние до районного центра посёлка Переяславка (через Владимировку) около 43 км.

## Население
| 2002 | 2010 | 2011 | 2012 | 2021 |
| ---- | ---- | ---- | ---- | ---- |
| 10   | ↗12  | →12  | ↘11  | ↘2   |

## Инфраструктура
- Предприятия, занимающиеся заготовкой леса.
- Через посёлок Змейка проходила ведомственная Оборская железная дорога, которая в настоящее время разобрана.